# Јован Маринковић
Јован Маринковић (Ниш, 12. септембра 1996) српски је фудбалер који тренутно наступа за Напредак из Крушевца.

## Каријера
Јован Маринковић је рођен 12. септембра 1996. године у Нишу, где је прошао млађе категорије Радничког. По окончању омладинског стажа прешао је у редове локалног Синђелића, где је своје прве сениорске утакмице одиграо као бонус играч у Српској лиги Исток, током сезоне 2015/16. Током своје дебитантске сезоне, Маринковић је одиграо 25 утакмица у том такмичењу и постигао два поготка, док је једном изабран за најбољег појединца на терену. У првом делу наредне такмичарске године, Маринковић је забележио 14 наступа, а своју екипу предводио је као капитен.
Почетком 2017, Маринковић је приступио екипи БСК Борче. За тај клуб дебитовао је у победи над екипом Будућности из Добановаца од 3ː1, у оквиру 18. кола Прве лиге Србије за такмичарску 2016/17, ушавши у игру уместо Милана Јокића у 80. минуту сусрета. Касније, током сезоне, више пута је био у протоколима утакмица, док је по 90 минута на терену провео на утакмицама против Бежаније и ужичке Слободе.
Након испадања БСК-а из Прве лиге Србије, Маринковић је вратио у Синђелић, где је одиграо такмичарску 2017/18. у Српској лиги Исток. Пред почетак нове сезоне, постао је члан ивањичког Јавора, са којим је потписао професионални уговор до краја 2020. године. За клуб је дебитовао на утакмици шеснаестини финала Купа Србије, против Новог Пазара, а наступио је и у следећем кругу тог такмичења, против сурдуличког Радника. Највећи део лигашког такмичења те сезоне провео је као резервиста, а у последњем колу, на гостовању Металцу у Горњем Милановцу, у игру је ушао уместо Немање Анђелковића у 75. минуту сусрета. По окончању сезоне, изборио је пласман на другом месту на табели и промоцију у Суперлигу Србије. У јулу 2019, потписао је за ОФК Бачку из Бачке Паланке, а годину дана касније прешао у Напредак из Крушевца. У Суперлиги Србије дебитовао је на отварању такмичарске 2020/21, против Партизана, док је први погодак у том такмичењу постигао у оквиру 17. кола, против екипе Вождовца. Крајем 2021. доживео је повреду предњих укрштених лигамената, због чега је почетком наредне године оперисан. Уговор му је истекао у јуну 2022. Након опоравка од повреде прикључио се саставу Радничког из Сремске Митровице. Био је стрелац изједначујућег поготка за свој тим против Партизана у шеснаестини финала Купа Србије крајем септембра 2022. Раднички је након успешнијег извођења једанаестераца прошао у следећу фазу такмичења. Крајем исте календарске године постао је играч суботичког Спартака. У јуну 2023. вратио се у крушевачки Напредак.

## Статистика

### Клупска
Ажурирано 2. јануара 2023.
| Клуб                       | Сезона   | Лига              | Лига    | Лига   | Национални куп | Национални куп | Европа  | Европа | Остало  | Остало | Укупно  | Укупно |
| Клуб                       | Сезона   | Дивизија          | Наступа | Голова | Наступа        | Голова         | Наступа | Голова | Наступа | Голова | Наступа | Голова |
| -------------------------- | -------- | ----------------- | ------- | ------ | -------------- | -------------- | ------- | ------ | ------- | ------ | ------- | ------ |
|                            |          |                   |         |        |                |                |         |        |         |        |         |        |
| Синђелић Ниш               | 2015/16. | Српска лига Исток | 25      | 2      | —              | —              | —       | —      | —       | —      | 25      | 2      |
| Синђелић Ниш               | 2016/17. | Српска лига Исток | 14      | 0      | —              | —              | —       | —      | —       | —      | 14      | 0      |
|                            |          |                   |         |        |                |                |         |        |         |        |         |        |
| БСК Борча                  | 2016/17. | Прва лига Србије  | 3       | 0      | —              | —              | —       | —      | —       | —      | 3       | 0      |
|                            |          |                   |         |        |                |                |         |        |         |        |         |        |
| Синђелић Ниш               | 2017/18. | Српска лига Исток | 27      | 1      | —              | —              | —       | —      | —       | —      | 27      | 1      |
| Синђелић Ниш               | Укупно   | Укупно            | 66      | 3      | —              | —              | —       | —      | —       | —      | 66      | 3      |
|                            |          |                   |         |        |                |                |         |        |         |        |         |        |
| Јавор Ивањица              | 2018/19. | Прва лига Србије  | 1       | 0      | 2              | 0              | —       | —      | —       | —      | 3       | 0      |
|                            |          |                   |         |        |                |                |         |        |         |        |         |        |
| Бачка Бачка Паланка        | 2019/20. | Прва лига Србије  | 20      | 0      | 2              | 0              | —       | —      | —       | —      | 22      | 0      |
|                            |          |                   |         |        |                |                |         |        |         |        |         |        |
| Напредак Крушевац          | 2020/21. | Суперлига Србије  | 34      | 2      | 2              | 0              | —       | —      | —       | —      | 36      | 2      |
| Напредак Крушевац          | 2021/22. | Суперлига Србије  | 14      | 0      | 1              | 0              | —       | —      | —       | —      | 15      | 0      |
| Напредак Крушевац          | Укупно   | Укупно            | 48      | 2      | 3              | 0              | —       | —      | —       | —      | 51      | 2      |
|                            |          |                   |         |        |                |                |         |        |         |        |         |        |
| Раднички Сремска Митровица | 2022/23. | Прва лига Србије  | 6       | 1      | 1              | 1              | —       | —      | —       | —      | 7       | 2      |
|                            |          |                   |         |        |                |                |         |        |         |        |         |        |
| Каријера                   | Каријера | Каријера          | 144     | 6      | 8              | 1              | —       | —      | —       | —      | 152     | 7      |
|                            |          |                   |         |        |                |                |         |        |         |        |         |        |